# Klukowo (gemeente)
De gemeente Klukowo is een landgemeente in het Poolse woiwodschap Podlachië, in powiat Wysokomazowiecki.
De zetel van de gemeente is in Klukowo.
Op 30 juni 2004 telde de gemeente 4745 inwoners.

## Oppervlakte gegevens
In 2002 bedroeg de totale oppervlakte van gemeente Klukowo 123,77 km², waarvan:
- agrarisch gebied: 86%
- bossen: 9%

De gemeente beslaat 9,66% van de totale oppervlakte van de powiat.

## Demografie
Stand op 30 juni 2004:
| Omschrijving                   | Totaal | Totaal | Vrouwen | Vrouwen | Mannen | Mannen |
| ------------------------------ | ------ | ------ | ------- | ------- | ------ | ------ |
| eenheid                        | aantal | %      | aantal  | %       | aantal | %      |
| inwoners                       | 4745   | 100    | 2284    | 48,1    | 2461   | 51,9   |
| bevolkingsdichtheid (inw./km²) | 38,3   | 38,3   | 18,5    | 18,5    | 19,9   | 19,9   |

In 2002 bedroeg het gemiddelde inkomen per inwoner 1191,9 zł.

## Plaatsen
Gródek, Janki, Kaliski, Kapłań, Klukowo, Klukowo-Kolonia, Kostry-Podsędkowięta, Kostry-Śmiejki, Kuczyn, Lubowicz-Byzie, Lubowicz Wielki, Lubowicz-Kąty, Łuniewo Małe, Łuniewo Wielkie, Malinowo, Piętki-Basie, Piętki-Gręzki, Piętki-Szeligi, Piętki-Żebry, Sobolewo, Stare Kostry, Stare Warele, Stare Zalesie, Trojanowo, Trojanówek, Usza Mała, Usza Wielka, Wiktorzyn, Wyszonki-Błonie, Wyszonki Kościelne, Wyszonki-Klukówek, Wyszonki-Nagórki, Wyszonki-Włosty, Wyszonki-Wojciechy, Wyszonki-Wypychy, Żabiniec, Żebry Wielkie.

## Aangrenzende gemeenten
Boguty-Pianki, Brańsk, Ciechanowiec, Czyżew-Osada, Rudka, Szepietowo